# 1037
Het jaar 1037 is het 37e jaar in de 11e eeuw volgens de christelijke jaartelling.

## Gebeurtenissen
- Togrul Beg begint de opbouw van het rijk der Seltsjoeken. Hij plundert Ghazni.
- 28 mei - Constitutio de feudis: Koenraad II bepaalt dat alle lenen in Italië voortaan permanent en erfelijk zijn.
- Het Kievse Rijk onder Jaroslav de Wijze boekt een verpletterende overwinning op de Petsjenegen.
- Harold I wordt gekroond tot koning van Engeland. Zijn halfbroer Hardeknoet blijft echter het rijk ook claimen.
- 15 november - slag bij Bar-le-Duc: Odo II van Blois, die de titel van koning van Italië aangeboden had gekregen (hoewel keizer Koenraad II die titel reeds bezat) wordt verslagen door Gozelo I van Verdun. Odo wordt op de vlucht gedood.
- 4 mei - Lodewijk van Mömpelgard trouwt met Sophia van Lotharingen.
- Jan van Beverley wordt heilig verklaard.
- Voor het eerst genoemd: Landegem

## Opvolging
- Blois, Dunois en Tours: Odo II opgevolgd door zijn zoon Theobald III
- Champagne en Meaux: Odo II van Blois opgevolgd door zijn zoon Stefanus II
- graafschap Dammartin: Manasses opgevolgd door zijn zoon Odo.
- graafschap Évreux: Robert de Deen opgevolgd door zijn zoon Richard
- León-Asturië en Galicië: Bermudo III opgevolgd door zijn zwager Ferdinand III van Castilië
- emiraat Sicilië: al-Akhal opgevolgd door Abdallah
- graafschap Toulouse: Willem III opgevolgd door zijn zoon Pons

## Geboren
- Sancho II, koning van Castilië (1065-1072) en Galicië (1071-1072)
- Beatrix, Duitse prinses en abdis van Quedlinburg en Gandersheim

## Overleden
- 4 september - Bermudo III, koning van León-Asturië en Galicië (1028-1037)
- 15 november - Manasses, graaf van Dammartin
- 15 november - Odo II van Blois, graaf van Blois, Dunois, Tours, Champagne en Meaux
- 5 december - Reginhard, prins-bisschop van Luik (1025/26-1037)
- Avicenna (~57), Perzisch wetenschapper
- Ibn Tahir al-Baghdadi (~57), Arabisch wiskundige
- Boleslav III, hertog van Bohemen (999-1003)
- Robert de Deen (~72), aartsbisschop van Rouen (989-1037) en graaf van Évreux (996-1037)
- Willem III, graaf van Toulouse (978-1037) (vermoedelijke jaartal)